# هری بنجامین
هری بنجامین (به انگلیسی: Harry Benjamin) (زادهٔ ۱۲ ژانویهٔ ۱۸۸۵ در برلین، آلمان – ۲۴ اوت ۱۹۸۶ در نیویورک) یک غددشناس و سکسولوژیست آلمانی‌الاصل بود و تحقیقات زیادی بر روی تراجنسی‌ها انجام داد. وی تابعیت آمریکا را داشت و به‌عنوان یک محقق آمریکایی شناخته می‌شود.

## زندگی
بنجامین در آلمان متولد شد و در یک خانواده اشکنازی پرورش یافت. او در سال ۱۹۱۲ دکترای خود را در شهر توبینگن آلمان و با پایان‌نامه‌ای دربارهٔ سل دریافت کرد.
او به پزشکی جنسی علاقهٔ زیادی داشت، اما هیچ‌وقت درباره‌اش به صورت علمی نخوانده بود. وی در مصاحبه‌ای در سال ۱۹۸۵ بیان کرد:
«یادم می‌آید که جوان بودم و به مراسم سخنرانی اگوست فورل می‌رفتم. او کسی بود که کتاب سوالات جنسی را نوشته بود، کتابی که مرا به شدت تحت تأثیر قرار داد. من همچنین با مگنوس هرچفلد و از طریق دوستم ملاقات کردم. حدود سال ۱۹۰۷ بود. آن‌ها بارها مرا به محل تجمع دگرباشان در برلین بردند. من الدرادو را خوب به یاد دارم با آن نمایش‌های مبدل پوشانه، که اکثر بازیگرانش مبدل پوش بودند. آن زمان هنوز کلمه مبدل پوشی ساخته نشده بود. هرچفلد تازه این کلمه را سال ۱۹۱۰ در تحقیقاتش ابداع کرد»
در مسیر بازگشت بنجامین به آلمان در میانه اقیانوس اطلس گرفتار مصیبت جنگ جهانی اول و نیروی دریایی بریتانیا شد.
دو انتخاب داشت یا به اردوگاه انگلیس‌ها برود و به عنوان دشمن بیگانه مجازات شود یا به آمریکا برگردد. او راه دوم را انتخاب کرد و آخرین پس‌انداز خود را خرج کرد تا به آمریکا بازگردد و تا پایان عمر به عنوان یک شهروند آمریکایی زندگی کند. البته او بعدها به اروپا و سایر کشورها رفت‌وآمد داشت اما یک محقق آمریکایی بود.
بعد از چند تلاش ناموفق برای شروع کار پزشکی خود سر انجام بنجامین یک اتاق مشاوره در سال ۱۹۱۵ در نیویورک اجاره کرد. وی مشتری برای ارائه خدمات نداشت به همین خاطر به تمرین برای تقویت علم پزشکی خود پرداخت.

## کار با تراجنسی‌ها
بنجامین در سال ۱۹۴۸ در سان فرانسیسکو با آلفرد کینزی ملاقات کرد. آلفرد کینزی ابداع کننده مقیاس کینزی و یک سکسولوژیست مشهور بود. بنجامین از طریق آلفرد کینزی با کودکی ملاقات کرد که خود را دختر تصور می‌کرد در حالی که با اندام پسرانه به دنیا آمده بود. زمینه ملاقات با این کودک کنفرانسی بود که کینزی برای کتاب خود به نام رفتار جنسی در انسان‌ها برگزار کرده بود و قبل از این کودک، کینزی و بنجامین مورد مشابهی ندیده بودند.
این کودک بنجامین را به مسیری هدایت کرد که دربارهٔ گروه‌های مختلف مبدل‌پوشان تحقیق کند، اتفاقی که باید خیلی وقت پیش انجام می‌شد. با وجود اختلاف نظر بین روانشناسان آن زمان بنجامین تصمیم گرفت تا این کودک را تحت درمان از طریق استروژن قرار دهد و به این مادر و کودک کمک کند تا او را به آلمان ببرند و تحت جراحی قرار دهند. اما پس از مدتی ارتباط بنجامین با این مادر و کودک قطع شد و بنجامین در حسرت ماند.
اما بنجامین مأیوس نشد و به کار خود ادامه داد. دفتر بنجامین پذیرای صدها بیماری شد که در موقعیت مشابه بودند و بنجامین بدون هیچ هزینه‌ای به آن‌ها کمک می‌کرد. بسیاری از این بیماران از طریق دکتر دیوید کالدول و دکتر رابرت استولر به دفتر بنجامین می‌آمدند. این پزشکان صدها درخواست تغییر جنس/جنسیت از مردم دریافت می‌کردند، کسانی که به دنبال توضیحی برای حالات خود بودند. اما پزشکان آمریکایی و کانادایی به دلیل عقاید سیاسی خود و قانون منع جراحی تغییر جنسیت برای غیر شهروندها آن‌ها را به بنجامین ارجاع می‌دادند.
مراجعه کنندگان به بنجامین او را فردی محترم، دلسوزو با محبت می‌شناختند و بسیاری از این افراد تا زمان مرگ بنجامین با او در ارتباط بودند.
ذهنیت جامعه، کادر پزشکی و قانون در آن زمان در آمریکا مانند بسیاری دیگر از کشورها اینگونه بود که اگر کسی لباس جنس مخالف را بپوشد و مایل به ملحق شدن به جنس مخالف باشد ناپسند و زشت است و پزشکان سعی می‌کردند این افراد را با هورمون درمانی یا شک‌های الکتریکی از تصمیم خود منصرف کنند. اما بنجامین با دیگر پزشکان زمان خود تفاوت داشت و با احترام با این افراد برخورد می‌کرد.
بنجامین در سال ۱۹۶۶ کتاب خود به نام پدیده ترنسکشوالیسم را نوشت. این اولین و مهم‌ترین بررسی گسترده ترنسکشوالیسم در دنیا بود، بنجامین همچنین مقالات و سخنرانی‌های زیادی را انجام داد و با سر و صدایی که کریستینه یورگنسن با تغییر جنسیت خود به پا کرد باعث شد تا مردم دربارهٔ این پدیده آگاه و آشنا بشوند.
در سال ۱۹۷۹ موسسه‌ای به نام مؤسسه بین‌المللی مطالعه برآشفتگی جنسیتی هری بنجامین با کسب اجازه از بنجامین تأسیس شد. البته در حال حاضر این مؤسسه به نام مؤسسه بین‌المللی حمایت از سلامت تراجنسیتی‌ها تغییر نام داده است اما کماکان با نام قدیم شناخته می‌شود.

## درگذشت
بنجامین در ۱۰۱ در تاریخ در ۲۴ اگوست ۱۹۸۶ درگذشت. وی یکی از کسانی بود که تراجنسی را تعریف و آن را به جهانیان شناخت. او با ساخت مقیاس هری بنجامین تراجنسی‌ها را از مبدل‌پوشان جدا کرد و به آن‌ها رسمیت داد.
تفاوت جنس و جنسیت در این است که جنس آن چیزی است که می‌بینید و جنسیت آن چیزی است که شما احساس می‌کنید. هماهنگی بین این دویک اصل مهم در آرامش انسان‌ها است